# Джафарпур, Исмаил Каграман оглы
Исмаил Джафарпур (азерб. İsmayıl Cəfərpur; 5 марта 1925, Садагиан — 18 февраля 1977, Баку) — азербайджанский востоковед, поэт, политик. Был членом партии Туде и Демократической партии Азербайджана, участвовал в движении 21 Азер.
В период Азербайджанского Национального правительства был командиром отряда федаев, военным комендантом города Салмас, начальником полиции в городах Салмас и Тебриз. За оказанные заслуги был награждён медалью «21 Азер».
После переезда в Баку работал специальным корреспондентом газеты «Азербайджан», а затем стал заведующим отделом художественной литературы. В 1964—1967 годах был главным редактором отдела зарубежных передач на Азербайджанском радио.

## Биография
Исмаил Каграман оглы Джафарпур родился 5 марта 1925 года в селе Садагиян шахрестана Салмас Западного Азербайджана. Среднее образование получил в городе Салмас. В 1942 году вступил в партию «Туде», работал в отделе пропаганды в городе Салмас. В 1945 году вышел из партии Туде и присоединился к Демократической партии Азербайджана. Был членом бюро Салмасского комитета АДП и заместителем председателя ревизионной комиссии. Действовал в составе отряда федаев.
12 декабря 1945 года было образовано Демократическая Республика Азербайджан. В этот период Исмаил Джафарпур был назначен командиром отряда федаев и военным комендантом города Салмас. В марте 1946 года за участие в национально-демократическом движении он был награждён медалью «21 Азер». После получения звания лейтенанта был назначен начальником полиции города Салмас. В конце 1945 года был назначен начальником полиции города Тебриз.
5 декабря 1946 года шахские войска, наступавшие на Мияне, были остановлены федаинами под руководством Гулама Яхьи. Жители различных регионов Азербайджана обращались к Национальному правительству с просьбой о вооружении и борьбе против шахских войск. После этого под руководством Мир Джафар Пишевари был создан Комитет обороны. Первой задачей комитета стало объявление военного положения в Тебризе и создание добровольческих отрядов «Бабек». В первый этап в эти отряды вступило 600 человек. После этого Пишевари вновь обратился к Советскому Союзу за военной поддержкой. Однако этот запрос остался без ответа.
11 декабря 1946 года Азербайджанский провинциальный совет принял решение о том, чтобы предотвратить кровопролитие, и указал Кызылбашской Народной Армии и федаев не оказывать сопротивления войскам шаха и покинуть поле боя. С того дня, банды феодалов, а также жандармы в гражданской одежде начали совершать массовые убийства в крупных городах, еще до того, как туда вошла иранская армия. Эти группы назывались Тегеранским радио «иранскими патриотами». Их основной целью было уничтожение демократов и обеспечение входа шахских войск в города. Тебриз и другие города Азербайджана подверглись грабежам и массовым убийствам. Азербайджанское Демократическая Республика пало. 14 декабря 1946 года поддерживаемая США и Великобританией иранская армия вошла в Тебриз. После этого резня и грабежи продолжались.Тысячи людей были арестованы и сосланы. В ходе массовых убийств были убиты члены АДФ, федаины, а также известные поэты Али Фитрат, Сади Юзбанди и Мухаммедбагир Никнам.

### После распада ДРА
После падения Азербайджанского национального правительства Исмаил Джафарпур эмигрировал в Северный Азербайджан, спасаясь от преследований. Общество поэтов и писателей, действовавшее в Тебризе, с 1947 года начало свою деятельность в Баку под названием «Общество писателей Азербайджана». Исмаил Джафарпур также был членом этого общества. В 1947 году он окончил стоматологическую школу в Баку, а в 1956 году — факультет востоковедения Азербайджанского государственного университета. В 1958 году стал членом Союза писателей Азербайджана. В 1956—1958 годах обучался в Институте мировой литературы имени Максима Горького в Москве.
Свою литературную деятельность он начал в 1948 году. Его первый сборник стихов «Мысли героя» был опубликован в 1956 году в издательстве «Азернешр». В 1956—1958 годах работал специальным корреспондентом газеты «Азербайджан», которая являлась печатным органом Демократической партии Азербайджана, а затем заведовал отделом художественной литературы. В 1964—1967 годах был главным редактором отдела зарубежных передач на Азербайджанском радио. В 1967 году защитил диссертацию на тему «Пути развития демократической поэзии Южного Азербайджана (1941—1960)».
18 февраля 1977 года скончался на вечере памяти Алиаги Вахида, проходившем в Баку.